# 프레디 바솔러뮤
프레디 바솔러뮤(Freddie Bartholomew, 1924년 3월 28일 ~ 1992년 1월 23일)는 영국의 배우, 영화배우이다.

## 영화
- MGM: 사자가 으르렁거릴 때 (1992년)
- 애즈 더 월드 턴즈 (1956년)
- 톰 브라운의 학창시절 (1940년)
- 로빈슨 가족 (1940년)
- 유괴 (1938년)
- 리슨, 다링 (1938년)
- 굿바이 마이 라이프 (1937년)
- 소공자 (1936년)
- 로이드의 런던 (1936년)
- 데이빗 코퍼필드 (1935년)
- 안나 카레니나 (1935년)